# Comisión de trenes de alta velocidad intercitadinos de California
La Comisión de trenes intercitadinos de alta velocidad de California (conocida en inglés como California Intercity High-Speed Rail Commission) fue creada por la legislatura californiana en 1993 para desarrollar un plan de que debía iniciar construcción el año 2000 y que en 2020 ofrecería servicio de ferrocarriles de alta velocidad entre San Diego, Los Ángeles, San Francisco, y Sacramento.
En 1996 la Comisión determinó que los ferrocarriles de alta velocidad eran viables en California. La Comisión en 1996 proyectaba que el período de construcción sería de 2000 a 2005 entre Los Ángeles y San Francisco y de 2006 a 2008 se construirían las extensiones a San Diego y a Sacramento.: 5   El costo total del sistema San Diego-Los Ángeles-San Francisco-Sacramento sería de $18,180 millones de dólares.: 3 
La Comisión fue reemplazada en 1996 por la Autoridad de ferrocarriles de alta velocidad de California, que aspira a conectar  Gilroy (111 kilómetros al sur de San Francisco) con Palmdale (83 kilómetros al norte de Los Ángeles) en el año 2045.

## Historia
Antes de la creación de la Comisión, en 1989 la legislatura de California había creado otra: la California-Nevada Super Speed Train Commission.  Los empleados de dicha comisión proyectaron que un tren de alta velocidad alcanzaría Anaheim ya en 1998, y que la construcción final de una red completa de ferrocarriles de alta velocidad enlazando toda California sería completada en 2039.
La Comisión de trenes intercitadinos de alta velocidad de California fue creada vía la resolución Nº 6 del Senado de California.  La Comisión realizó cuatro estudios fundamentales para su plan de veinte años, a saber: de impacto económico y comparativa con otros medios de transporte; de demanda y estudio de mercado; de ruta y de limitantes ambientales; y un análisis institucional y de opciones de financiamiento.: 1 
En 1996, la junta directiva constaba de nueve directores, y su presidente era Dean R. Dunphy; el director ejecutivo de la Comisión era Daniel S. Leavitt.

### Plan de 1996
La construcción se financiaría vía un impuesto de 6¢ por galón de gasolina y diésel,: 6  cobrado a partir de 1998.: 4   Según la Comisión, dicho impuesto —por su adverso impacto económico— causaría la destrucción de 35,000 puestos de trabajo en California durante el período 2000-2020.: 6   Considerando los costos y beneficios, la Comisión estimaba que en los 50 años entre 2000 y 2050, un sistema Los Ángeles-San Francisco tendría un impacto negativo en la economía de California, mientras que un sistema que incluyese San Diego y Sacramento aportaría $3,300 millones en beneficios netos a la economía al cabo de los cincuenta años.: 15, Tabla 1. 

### Clausura
En 1996, la Comisión fue reemplazada por la Autoridad de ferrocarriles de alta velocidad de California (conocida en inglés como California High-Speed Rail Authority, la cual tiene la ambición de construir el Tren de Alta Velocidad de California.  En 2025, la gerencia aspiraba a conectar Gilroy (111 kilómetros al sur de San Francisco) con Palmdale (83 kilómetros al norte de Los Ángeles) en el año 2045, esto es, a los 52 años de la creación de la Comisión.